# 陳體端
陳體端（1948年5月15日—2024年9月29日）中華民國陸軍二級上將，生於上海市，籍貫福建省林森縣，現居臺灣新北市新店區，畢業於陸軍官校40期裝甲兵科，曾任總統府戰略顧問、後備司令、國防部常務次長、國防部參謀本部人事參謀次長、陸軍裝甲兵學校校長、陸軍總部人事署長、陸軍總部作戰計畫委員會作戰督導處長、陸軍機械化109師長、陸軍八軍團作戰處長。
陳體端畢業於陸軍軍官學校40期裝甲兵科，同期同學也是上將的還有胡鎮埔上將、趙世璋上將，三人因此在軍中被稱之為「陸官40期三劍客」，其中陳體端上將也是三人裡頭唯一一位沒有當到陸軍司令的。
陳體端在軍中因秉直個性曾經得罪不少人，擔任國防部常務次長期間，在立法院備詢時也因強硬態度，讓國民黨、民進黨兩邊都不討好，總統陳水扁卻拔擢陳體端晉升上將編缺的後備司令，而非先前軍中與外界盛傳的憲兵司令余連發中將，確實是始料未及。
據了解，由於陳體端在立法院備詢時，因常能堅持立場，不畏藍綠雙方立委的連番砲轟，甚至直接帶著少數幕僚就赴立法院單槍匹馬上陣備詢，不僅獲得湯曜明賞識，連總統府內人士都看好陳體端的仕途，評估陳體端未來在軍中將自成一格，成為「湯曜明第二」。